# جمبرليطاش (أديامان)
جمبرليطاش (بالكردية: Hêştiran‏) (بالتركية: Çemberlitaş)‏ هي قرية كرديّة رشوانيّة تتبع إداريّاً لمديرية أديامان في محافظة أديامان التركية الواقعة في جنوب شرق الأناضول. بلغ عدد سكانها 910 نسمة في عام 2021.